# Giuseppe Lacedelli
Giuseppe Giovanni Lacedelli (Cortina d'Ampezzo, 26 aprile 1774 – Vienna, 13 giugno 1832) è stato un pittore italiano con cittadinanza austro-ungarica.

## Biografia
Frequentò l'accademia di Venezia in gioventù, poi tornò in patria, dove decorò la Chiesa di sant'Antonio da Padova in località Chiave, quando essa venne ricostruita nei primi del XIX secolo a seguito dell'incendio che devastò la frazioncina della località montana.
In seguito si trasferì a Vienna e studiò all'accademia della capitale austriaca. Qui si specializzò nel campo della litografia, che a quei tempi muoveva i suoi prima passi, ne fu il più abile artista della sua epoca.
I suoi figli Giuseppe e Carlo seguirono le orme del padre migliorando grandemente le sue tecniche litografiche, mentre la figlia Giuseppina detta Betti, divenne una rinomata cantante lirica, famosa non solo a Vienna ma anche in tutta la Germania.
Morì nel 1916 alla veneranda età di 102 anni, all'epoca la persona più anziana dell'intera capitale austriaca.